# 히노촌 (군마현)
히노촌(일본어: 日野村)은 일본 군마현 다노군에 설치되었던 촌이다.